# Messerschmitt AG
Die Messerschmitt AG war ein in Haunstetten (1972 nach Augsburg eingemeindet) ansässiger deutscher Flugzeughersteller, später auch Kraftfahrzeughersteller. Er fusionierte 1969 zu Messerschmitt-Bölkow-Blohm.

## Geschichte

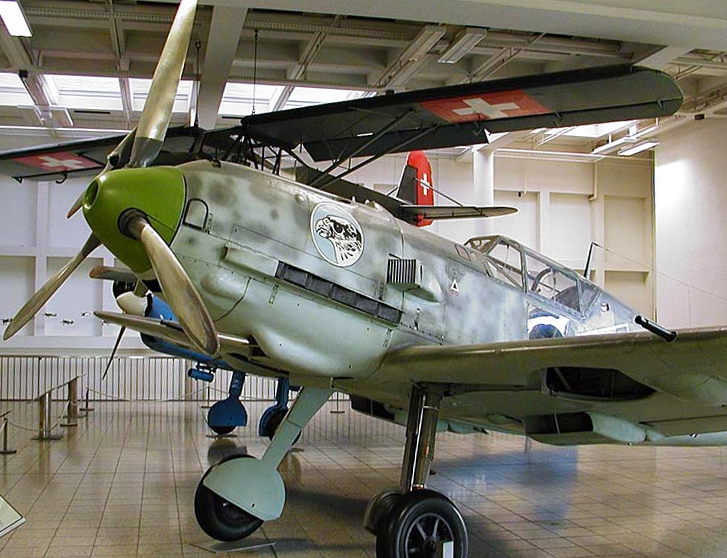
Messerschmitt Bf 109 E im Deutschen Museum in München

1923 wurden in Augsburg die Bayerischen Flugzeugwerke (BFW) gegründet, unabhängig vom  gleichnamigen Vorläuferunternehmen der Bayerischen Motorenwerke. Die BFW erwarb 1926 an der Haunstetter Straße in Augsburg die Hallen nebst Werksflugplatz der in Konkurs gegangenen Bayerischen Rumpler-Werke. 1927 fing Willy Messerschmitt bei den Bayerischen Flugzeugwerken an und
übernahm 1928 das Unternehmen zusammen mit einer Finanzgruppe um den Freiherrn Michel-Raulino. 1929 wechselte Paul John Hall als Oberingenieur der Raab-Katzenstein-Flugzeugwerke zu den BFW.
Willy Messerschmitt und das von ihm zusammengestellte Entwicklerteam gingen konzeptionell völlig neue Wege der Flugzeugentwicklung. Mit dem Reiseflugzeug Bf 108 „Taifun“ und dem Jagdflugzeug Bf 109 gewannen Messerschmitt und seine Mitarbeiter bis in die zweite Hälfte der 1930er Jahre hinein mehrere Entwicklungswettbewerbe. Die Muster Bf 109 und Bf 110 waren die Großserienmodelle der Firma und mit dem Großraumtransporter Me 323 wurde das größte Landflugzeug dieser Zeit produziert. Aus der Bayerischen Flugzeugwerke AG wurde am 11. Juli 1938 die Messerschmitt AG mit dem Hauptwerk in Augsburg. Willy Messerschmitt wurde Vorstandsvorsitzender des neuen Unternehmens. Zusammen mit der seit 1936 als Bayerische Flugzeugwerke Regensburg GmbH bestehenden Messerschmitt GmbH mit den Werken in Regensburg und Obertraubling wurde die Kapazität der Unternehmensgruppe signifikant erweitert. Als Zweigwerk der Messerschmitt AG kam später die Wiener Neustädter Flugzeugwerke GmbH (WNF) zur Firmengruppe. Es erfolgte der Bau zahlreicher Prototypen, die nicht die Serienreife erreichten. Der als Nachfolger der Bf 110 gedachte Entwurf Me 210 geriet zum völligen Debakel und brachte die Firma in ernste Schwierigkeiten. Die daraus weiterentwickelte und auch mit KZ-Häftlingen des KZ-Außenlagerkomplexes Schwaben gebaute Me 410 war zwar ein besserer Entwurf, kam aber für die veränderte Kriegslage zu spät. So wurde die Bf 110 in der veränderten Rolle als Nachtjäger weitergebaut. In der Zeit des Zweiten Weltkriegs war die Messerschmitt AG jedoch auch für die Entwicklung einiger zukunftsweisender Flugzeugtypen verantwortlich. So entwickelte Messerschmitt mit der Me 262 „Schwalbe“ das weltweit erste serienmäßig produzierte Flugzeug mit Strahltriebwerk und baute die Prototypen der Me 163 „Komet“ des Flugzeugkonstrukteurs Alexander Lippisch, dem bis dahin einzigen Jagdflugzeug mit einem Raketentriebwerk.
Seit der Gründung der Messerschmitt AG wurden alle fortan entwickelten Flugzeuge mit dem Kürzel „Me“ (statt zuvor „Bf“) versehen. Alle bis dato bestehenden Flugzeugtypen behielten offiziell ihr Kürzel „Bf“, wenngleich es zu Überschneidungen kam, da zum Beispiel die Bf 109 oder Bf 110 teilweise als Me 109 oder Me 110 in Dokumenten auftauchten.

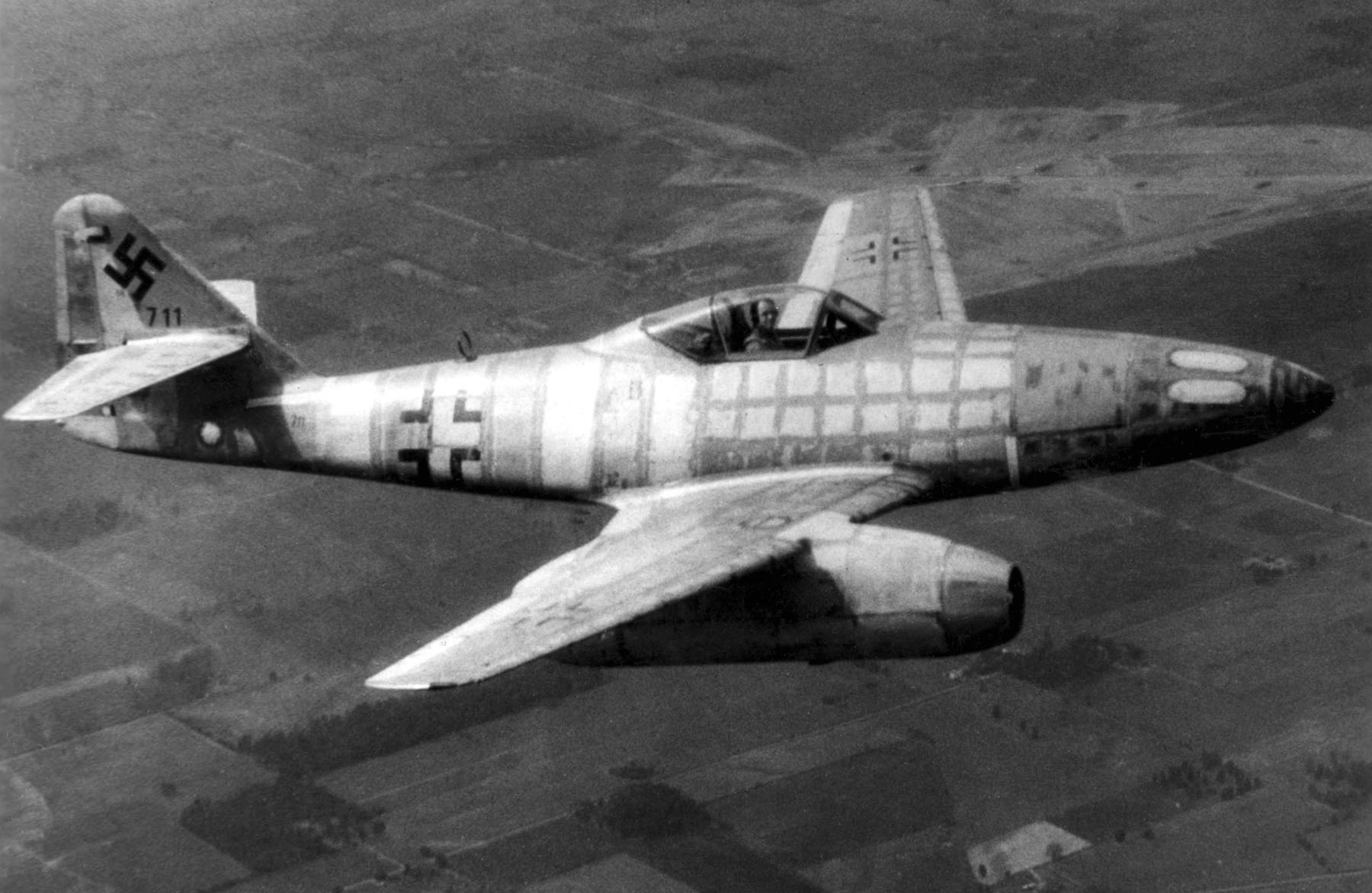
Messerschmitt Me 262 „Schwalbe“, erstes einsatzfähiges Militärflugzeug mit Strahlantrieb

Am 17. August 1943 wurde die Messerschmitt GmbH in Regensburg erstmals von alliierten Bomberverbänden angegriffen (siehe auch Operation Double Strike). Bis dahin wurde dort die Bf (Me) 109 produziert. Ab 1944 versuchte man, die Produktion zu dezentralisieren und im Rahmen der sogenannten U-Verlagerung in versteckte Werke auszulagern, in eine unterirdische Stollenanlage der damaligen Conrad-von-Hötzendorf-Kaserne, heute NATO School in Oberammergau, weitere Bauprojekte für Großbunker wurden mittels KZ-Außenlagerkomplex Kaufering und KZ-Außenlagerkomplex Mühldorf realisiert. Zumindest ab dem Herbst 1943 waren die Alliierten über die genauen Lagepläne der Produktionsanlagen informiert. Es gelang der österreichischen Widerstandsgruppe rund um Kaplan Heinrich Maier exakte Pläne dem amerikanischen Office of Strategic Services beziehungsweise dem britischen Geheimdienst SOE zukommen zu lassen. Mit den Lageskizzen der Fabrikationsanlagen wurden den alliierten Bombern genaue Luftschläge ermöglicht. In Kooperation mit der DEST wurde 1944 und 1945 vor allem noch unter dem Tarn-Namen „B8 Bergkristall“ beim Konzentrationslager Gusen II bei Linz eine umfangreiche und streng geheime Fließbandproduktion realisiert. In den letzten Kriegsmonaten wurde im KZ-Außenlager Horgau Tragflächen für die Me 262 gebaut. Im gleichen Jahr wurde die letzte hergestellte Me 262 nach München ausgeflogen.

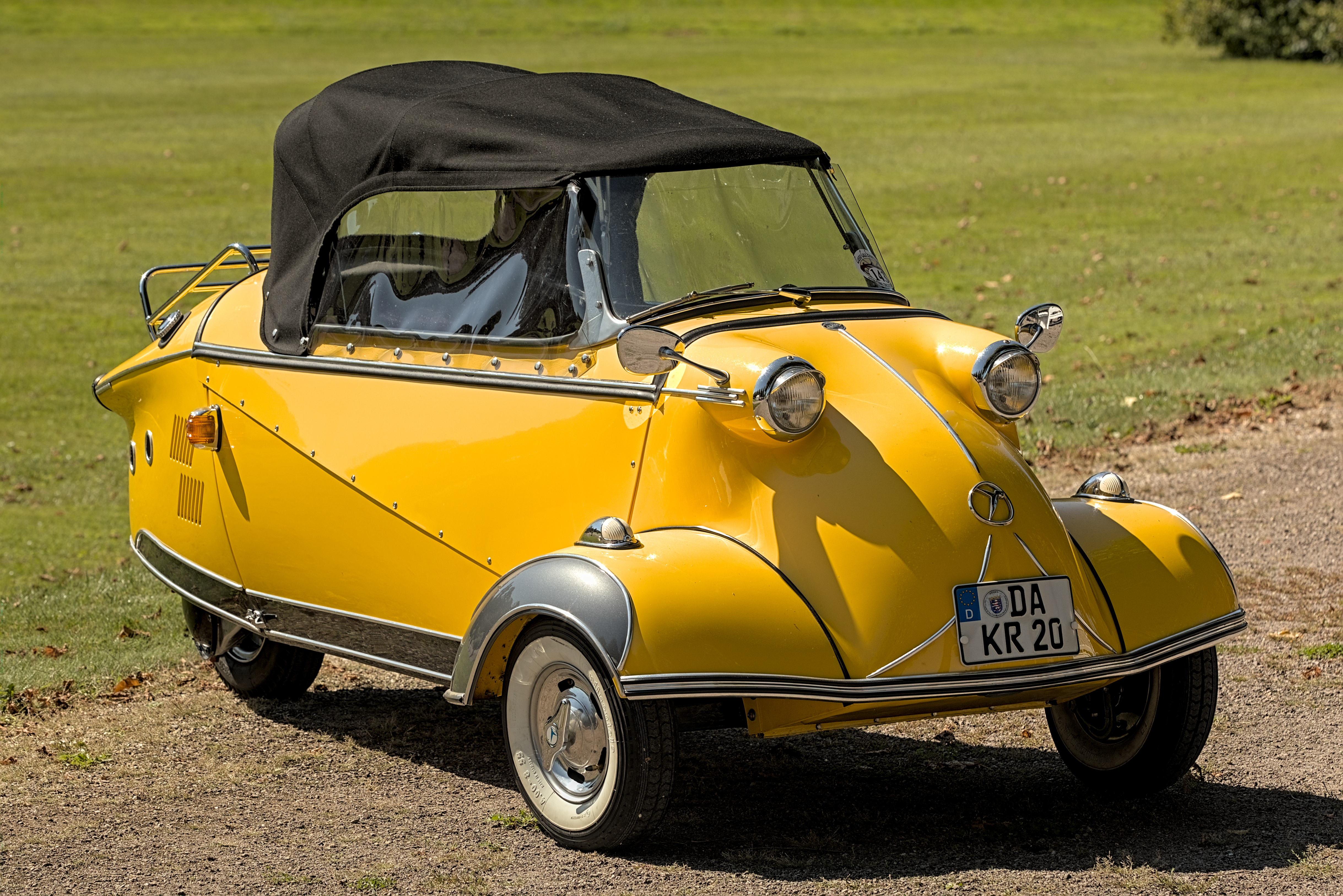
Messerschmitt Kabinenroller

In den 1950er Jahren wurde ferner als Beitrag zu der damals beginnenden Massen-Motorisierung der Messerschmitt Kabinenroller produziert. Die Konstruktion dieses originellen Fahrzeugs ist dem Ingenieur Fritz Fend zu verdanken. Von 1955 bis 1957 wurden von Messerschmitt in Augsburg die Vespa-Motorroller in Lizenz produziert. Hier wurden die Hauptkomponenten vom Hersteller Piaggio in Italien bezogen und mit Teilen von u. a. deutschen Zulieferern (z. B. Bosch, Hella, VDO, Scharlach, Denfeld) ausgestattet.
Im Rahmen der Wiederaufrüstung der Bundesrepublik ab 1955 gründete 1956 die Messerschmitt AG und die Ernst Heinkel Flugzeugwerke zur Fertigung der Fouga Magister die Flugzeug-Union Süd GmbH (FUS). Die Endmontage erfolgte zwischen 1958 und 1961 auf der neuen Messerschmitt-Werft in Riem. Hinzu kam bei Messerschmitt die Wartung aller damaligen Trainer der Bundeswehr, neben der Magister waren dies noch die T-6 und die T-33.
Ab 1961 entstand am Standort Manching ein neuer Werft- und Montagebetrieb der Flugzeug-Union Süd GmbH und der Standort Riem wurde in Folge aufgegeben. Das Kampfflugzeug F/RF/TF-104G „Starfighter“ wurde in Manching montiert und in - mehr als 10.000 Flugstunden unfallfreien - Testbetrieb betreut. Zur Messerschmitt AG gehörte die Junkers Flugzeug- und Motorenwerke GmbH, die sich auf Projekte im Raumfahrtbereich spezialisierte.
Die zivilen Nachkriegsentwicklungen, das Geschäftsreiseflugzeug Me 308, das Wandelflugzeug Messerschmitt Me 408, das Kurzstrecken-Verkehrsflugzeug P.160 und das Transportflugzeug P.141, kamen über das Projektstadium nicht hinaus.
Als 1964 die Familie Heinkel ihre Anteile an der Ernst Heinkel Flugzeugwerke in die Vereinigte Flugtechnische Werke einbrachte, übernahm die Messerschmitt AG den 50-%-Anteil an der FUS, die dadurch eine 100%ige Tochter der Messerschmitt AG wurde.
Vor der Fusion mit der Bölkow GmbH 1968 zur Messerschmitt-Bölkow GmbH gliederte die Messerschmitt AG im Mai 1967 ihr betriebsnotwendiges Vermögen mit den Beteiligungen an der Junkers-Flugzeug- und Motorenwerke GmbH, der Hispano Aviación S.A., der Entwicklungsring Süd GmbH, der Augsburger Flughafen GmbH und der Gesellschaft für Flugtechnik GmbH auf die Tochtergesellschaft Flugzeug-Union Süd GmbH (nun Messerschmitt-Werke Flugzeug-Union Süd GmbH) aus. Die Messerschmitt AG selbst wurde nicht in die Fusion einbezogen, blieb als Grundstücks- und Liegenschaftsgesellschaft zunächst erhalten und wurde später in Raulino Treuhand- und Verwaltungs-AG umfirmiert.
Die weitere Fusion mit der Hamburger Flugzeugbau GmbH (1969), einer Tochter von Blohm & Voss, ließ das Unternehmen Messerschmitt-Bölkow-Blohm (MBB) entstehen, den damals größten deutschen Luft- und Raumfahrtkonzern. 1989 wurde MBB von der Deutsche Aerospace AG (DASA) übernommen. Diese ging 2000 in EADS (heute Airbus Group) auf.